# Djibouti Airlines
Djibouti Airlines fue una aerolínea con base en Yibuti. Efectuaba vuelos regulares regionales así como vuelos chárter. Su principal base de operaciones era el Aeropuerto Internacional de Yibuti-Ambouli.

## Historia
La aerolínea fue fundada el 1 de febrero de 1996 y comenzó a operar el 5 de febrero de 1996. Fue fundado por el anterior director de Puntavia, Moussa Riyale. Comenzó con vuelos a Dire Dawa y Hargeisa usando un Let L-410 UVP-E. Es propiedad de Moussa Waberi (director)(97.3%) y otros inversores (2.7%) y tiene 46 empleados (a marzo de 2007).

## Destinos
| País                   | Ciudad           | Aeropuerto                                         | Notas               |
| Domésticos             |                  |                                                    |                     |
| Yibuti                 | Ciudad de Yibuti | Aeropuerto Internacional de Yibuti-Ambouli         | Base de operaciones |
| África                 |                  |                                                    |                     |
| Etiopía                | Addis Abeba      | Aeropuerto Internacional Bole                      |                     |
|                        | Dire Dawa        | Aeropuerto Internacional Aba Tenna Dejazmach Yilma |                     |
| Somalia                | Boosaaso         | Aeropuerto Internacional Bender Qassim             |                     |
|                        | Hargeisa         | Aeropuerto de Hargeisa                             |                     |
| Oriente medio          |                  |                                                    |                     |
| Emiratos Árabes Unidos | Dubái            | Aeropuerto Internacional de Dubái                  |                     |
|                        | Sharjah          | Aeropuerto Internacional de Sharjah                |                     |
| Yemen                  | Adén             | Aeropuerto Internacional de Aden                   |                     |

## Flota
La flota de Djibouti Airlines consiste de los siguientes tipos de aviones (a junio de 2008):
- Antonov An-12
- Antonov An-24RV
- Boeing 737
- Ilyushin Il-18
- Ilyushin Il-76